# Sant'Angelo all'Esca
Sant'Angelo all'Esca er en by i Campania, Italien med 730 (2023) indbyggere.